# Abel Sarmiento
Abel Sarmiento Fernández  – kubański zapaśnik w stylu klasycznym. Złoty medalista igrzysk panamerykańskich w 1991 roku. Trzykrotny medalista mistrzostw panamerykańskich, złoto w 1989 i 1991. Triumfator Igrzysk Ameryki Środkowej i Karaibów w 1990. Drugi w Pucharze Świata w 1988 i trzeci w 1989. Mistrz Ameryki Centralnej w 1990 roku.